# Estrada Parque Ipê (DF-065)
A Estrada Parque Ipê (DF-065 ou EPIP) é uma rodovia radial do Distrito Federal, no Brasil. É incumbida por interligar a DF-003 com a DF-480, entre o Balão do Periquito e o Viaduto do Catetinho. Conta com a Estação BRT CAUB, um ônibus de trânsito rápido.
Na Estrada Parque Ipê está localizado o Terminal BRT Gama e Santa Maria. As obras de construção foram iniciadas em 16 de janeiro de 2013. A inauguração da primeira etapa da obra, em 13 de junho de 2014, teve a presença da ex-presidente Dilma Rousseff. 